# Japán politikai élete

Japán címere

A japán politika vezetése a parlamentáris képviseleti demokratikus monarchián belül működik, amelyben a japán miniszterelnök a kormány és a kabinet feje, mely utóbbi a végrehajtó hatalom irányításáért felelős. A törvényhozó hatalmat az országgyűlés irányítja, ami a Képviselőház és a Tanácsosok Házából áll. A felsőház nem oszlatható fel, tagjainak felét 3-3 évente választják. A képviselőház feloszlatására a felsőháznak van joga, melynek tagjait 4 évente választják. A japán politika többpártrendszeren alapul. A bírói hatalom felső szintje Legfelsőbb Bíróság, mely az alkotmánybíróság szerepét is betölti, alatta a kétfokú perorvoslati rendszer másik két szintje áll. Tudományos vizsgálatok szerint, Japán leginkább egy alkotmányos monarchiaként működik, polgárjogi rendszerrel.

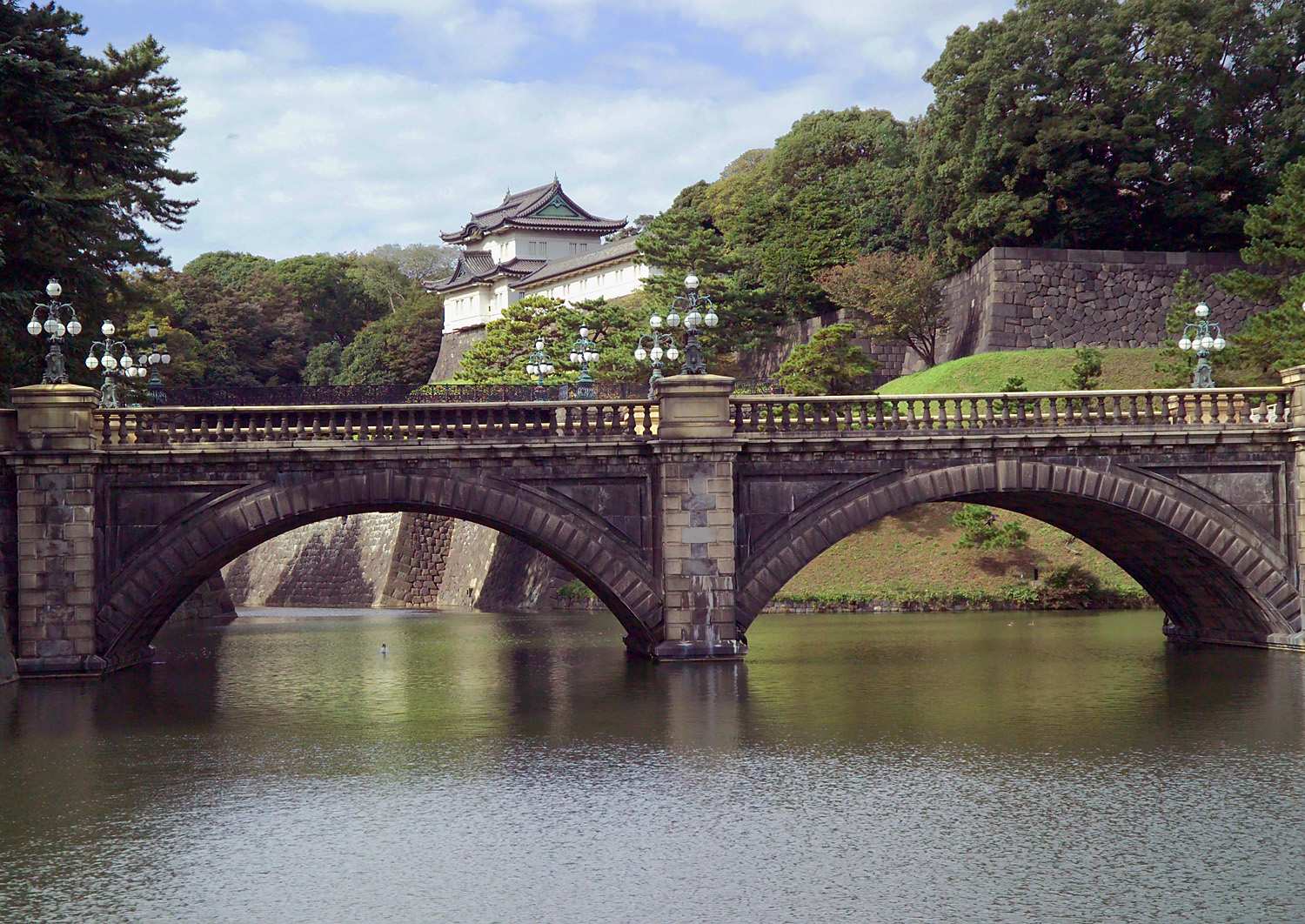
A Császári Palota Tokióban

Japán alkotmányának fontos eleme a császár szerepének meghatározása, aki az állam és az emberiség szimbóluma. Ő látja el a reprezentatív feladatokat, de tényleges hatalommal nem bír, még a védelmi erőket sem irányítja. A politikai hatalom főképp a miniszterelnök és az országgyűlés választott képviselői kezében összpontosul. A törvény értelmében, csak az uralkodó házból kerülhet utód a császári trónra. Az alkotmány szuverenitással illeti meg a japán embereket. Bár a hivatalos státusza vitatott, diplomáciai eseményeken mégis ő képviseli az országot, mint államfő (akit a közszféra széles köre támogat).
A végrehajtó hatalomért felelős miniszterelnököt a császár nevezi ki, munkáját az országgyűlés felügyeli. A kinevezéshez szükség van arra, hogy a jelölt az országgyűlés tagja legyen és civil. A kabinettagokat a miniszter jelöli, akiknek szintén civilnek kell lenniük. A Liberális Demokrata Párt (LDP) esetében, az a megegyezés született, hogy a párt vezetője lesz a miniszterelnök.
A kabinet a miniszterelnökből és a miniszterekből áll, s ez tartozik felelősséggel az országgyűlésnek. A miniszterelnök dönthet a miniszterek kinevezéséről, illetve a tisztségük megfosztásáról, így az országgyűlés összetétele nagyban tőle függ. A Liberális Demokrata Párt volt hatalmon 1955-2009-ig, kivéve azt a rövid életű koalíciós törekvést, amelyet az ellenzéki pártok alakítottak 1993-ban. A legnagyobb ellenzéki párt a szociálliberális Demokrata Párt volt az 1990-es évek vége és a 2000-es évek elején.

## Császár

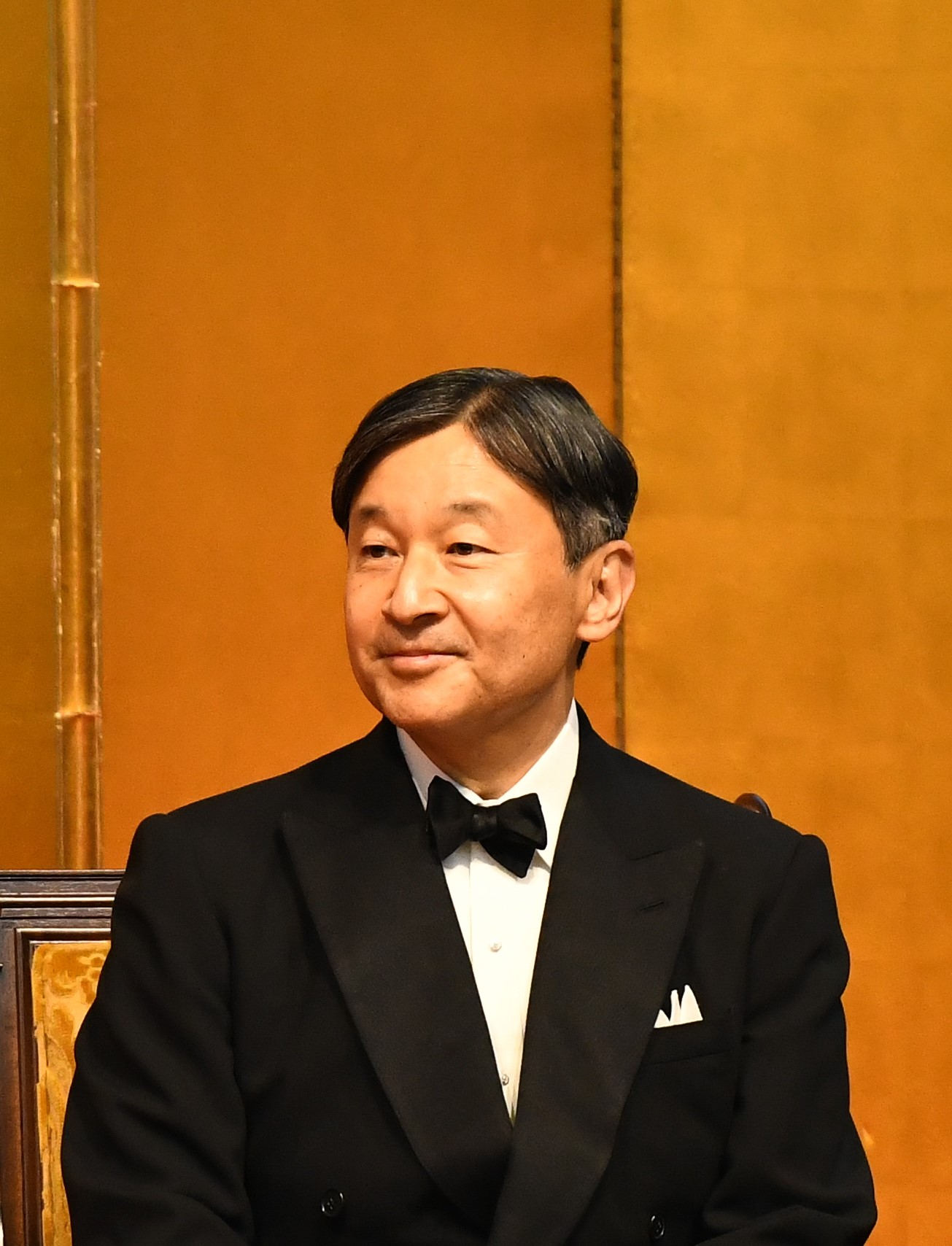
Naruhito császár

Japán császára, vagyis a tennó szakrális uralkodó a japán alkotmányos monarchiában, egyben a japán uralkodói ház feje. Japán 1947-es alkotmánya alapján, amely eltörölte a császár isteni mivoltát, ő a japán állam és az emberi egység szimbóluma. A jelenlegi császár Naruhito. A császár a következő feladatokat látja el a japán alkotmány 6. és 7. cikkelye alapján:
- Kinevezi a miniszterelnököt az országgyűlés beleegyezésével
- Kinevezi az igazságszolgáltatás és a Legfelsőbb Bíróság elnökét a kabinet beleegyezésével
- Szentesíti az alkotmányt, a törvényeket, a kormányrendeleteket és a szerződéseket a kabinet ajánlásával és jóváhagyásával
- Összehívja az országgyűlést
- Feloszlathatja a képviselőházat a kabinet jóváhagyásával
- Kihirdeti az országgyűlési választást a kabinet beleegyezésével
- Hitelesíti a miniszteri kinevezést
- A kabinet beleegyezésével kegyelemet adhat
- Kitüntetéseket adhat a kabinet jóváhagyásával
- Külföldi nagyköveteket fogadhat a kabinet beleegyezésével

## Könyvek
- Inogucsi Takasi: Japán politika; ford. Galántai Dávid, Béres Endre; Századvég, Bp., 2007

## Fordítás
- Ez a szócikk részben vagy egészben  a   Politics of Japan című angol Wikipédia-szócikk fordításán alapul.  Az eredeti cikk szerkesztőit annak laptörténete sorolja fel. Ez a jelzés csupán a megfogalmazás eredetét és a szerzői jogokat jelzi, nem szolgál a cikkben szereplő információk forrásmegjelöléseként.